# Frogstomp
Frogstomp (рус. Лягушачий топот) — дебютный студийный альбом австралийской рок-группы Silverchair, вышедший в марте 1995 года на лейбле Murmur. Дебютный альбом Silverchair был записан за девять дней при продюсировании Кевина Ширли (Lime Spiders, Питер Уэллс). На момент записи участникам группы было по 15 лет, и они всё ещё учились в средней школе. Лирические концепции Frogstomp были основаны на художественной литературе, черпая вдохновение из телевидения, трагедий родного города и восприятия боли друзей. Альбом был хорошо принят: AllMusic и Rolling Stone оценили его в четыре и четыре с половиной звезды соответственно, похвалив интенсивность альбома, особенно песню «Tomorrow».
Frogstomp стал альбомом номер один в Австралии и Новой Зеландии. Он попал в Топ-10 Billboard 200, что сделало Silverchair первой австралийской группой, сделавшей это после INXS. Он был сертифицирован как дважды платиновый альбом в США по версии RIAA, трижды платиновый в Канаде по версии CRIA и мультиплатиновый в Австралии. Альбом разошёлся тиражом более 4 миллионов копий по всему миру. Журнал Paste назвал этот альбом «последней битвой» гранжа.

## Запись
По словам барабанщика Бена Гиллиса и вокалиста/гитариста Дэниела Джонса, в 1996 году Frogstomp был записан за девять дней. Гиллис заявил, что на сведение альбома ушло «ещё меньше дней» До записи Frogstomp группа ранее называлась Innocent Criminals и состояли из барабанщика Бена Гиллиса и вокалиста и гитариста Дэниела Джонса, а басист Крис Джоанну присоединился вскоре после образования группы в 1992 году. Второй гитарист Тобин Финнэйн также был в группе, хотя позже он ушёл. Демо-версии песен «Acid Rain», «Cicada», «Pure Massacre» и «Tomorrow» были записаны группой в студии Platinum Sound в начале 1994 года. В декабре 1995 года Джонс рассказал о записи демо-песен: «Это стоило около 75 долларов. Мы пробыли там не более часа».
«Tomorrow» и «Acid Rain» были перезаписаны в студии Triple J в Сиднее, Австралия, для выпуска четырёхдорожечного мини-альбома Silverchair Tomorrow в сентябре 1994 года, в который также вошли песни «Blind», «Acid Rain» и «Stoned». Через три месяца после выхода EP группа приступила к записи своего дебютного альбома Frogstomp, в ходе которого были перезаписаны «Cicada», «Pure Massacre» и «Tomorrow». Сессии по записи альбома начались в конце декабря 1994 года и закончились в середине января 1995 года в студии Festival Studios в Пирмонте, Новый Южный Уэльс.
В июле 2007 года, когда Гиллиса спросили о гранжевом звучании Frogstomp и музыкальных влияниях группы, он заявил: «На нас определённо оказал влияние весь саунд Сиэтла».
В мае 2015 года, когда Джонса спросили, записывался ли альбом вживую в студии, он ответил: 

Да, это то, что мне действительно нравится в этом альбоме — он звучит в точности так, как звучали мы. Там не было крупного американского продюсера, который бы командовал нами за столом и приказывал делать то, это и это. Буквально один парень, Кевин Ширли, который был отличным продюсером, просто сказал: «Я хочу, чтобы это звучало так же, как у вас, ребята, но я хочу, чтобы это звучало по—настоящему громко, и я хочу, чтобы гитары были по—настоящему громкими». Что касается меня, то я подумал: «Да, чёрт побери!» Возможно, авторство песен и не гениально, но я думаю, что с точки зрения звучания исполнение действительно хорошее. Это действительно честно; это просто трое австралийских ребят, которые надрываются в студии, и именно так это и звучит.
В августе 2020 года Гиллис сказал об альбоме следующее: 

Мы всегда стремились сохранить ту искру, которая была в нём, и когда вышел Frogstomp, он был таким грязным, таким сырым. В этом было что-то магическое, что мы продолжали пытаться уловить. Я думаю, у нас всё получилось довольно хорошо.

## Название альбома
В январе 1996 года, когда Джонса спросили, почему альбом называется Frogstomp, он ответил следующее: 

Однажды вечером я был в гостях у парня из нашей звукозаписывающей компании и просматривал его диски, потому что у него действительно хорошая коллекция. Я нашёл эту пластинку из коллекции поп-музыки 60-х и просто подумал (смеётся): «Зачем она тебе?» Я посмотрел на обложку, и там была песня, которую исполнил какой-то парень, под названием «Frogstomp», и я сказал: «Это довольно хорошее название». (смеётся) Я только что позвонил Бену и Крису, и мы подумали, что это действительно забавно, и использовали это для альбома.

## Выпуск
Frogstomp был впервые выпущен в Австралии лейблом Murmur 27 марта 1995 года. Он достиг 1-го места в австралийском чарте альбомов ARIA. Позже, 20 июня 1995 года, альбом был выпущен лейблом Epic Records в Соединённых Штатах. Frogstomp — единственный альбом Silverchair, получивший платиновый сертификат в Соединенных Штатах от RIAA (Американской ассоциации звукозаписывающей индустрии), разошедшийся тиражом в 1 000 000 копий 19 сентября 1995 года, что сделало его самым продаваемым альбомом группы в США, а позже, 14 февраля 1996 года, он был дважды платиновым.
Винил-версия альбома была выпущена на зелёном виниле с бонус-треком «Blind» из мини-альбома Tomorrow в качестве бонус-трека и разошлась тиражом 3000 копий по всему миру. Также было выпущено ограниченное кассетное издание альбома.
27 марта 2015 года было выпущено ремастированное издание Frogstomp на двух CD/DVD-дисках, приуроченное к двадцатой годовщине его выхода. Стандартное издание 20-летнего юбилейного ремастера включает в себя второй компакт-диск под названием «Rarities» с мини-альбомом Silverchair Tomorrow, вокальную версию песни «Madman» (с сингла «Shade») и аудиозапись концерта, состоявшегося в июне 1995 года в Cambridge Hotel в Ньюкасле, Австралия. В подарочное издание 20-летнего юбилейного ремастера вошли CD «Rarities», а также DVD с видеозаписью концерта группы в Hotel Cambridge, видеозапись «Israel’s Son» на Sydney Royal Easter Show в 1995 году, а также музыкальные клипы на песни «Tomorrow», «Pure Massacre» и «Israel’s Son».

## Отзывы критиков
| Оценки критиков      | Оценки критиков |
| Источник             | Оценка          |
| -------------------- | --------------- |
| AllMusic             | [ 22 ]          |
| Bucket List          | 8.5/10          |
| Classic Rock         | [ 24 ]          |
| Entertainment Weekly | B−              |
| Kill Your Stereo     | [ 26 ]          |
| Mystic Sons          | [ 27 ]          |
| Renowned for Sound   | [ 28 ]          |
| Soundscape Magazine  | [ 29 ]          |
| Soundsphere          | [ 30 ]          |
| The Village Voice    | C               |

Стивен Томас Эрлевайн из AllMusic писал следующее: «Для своего возраста (15 лет) они обладают весьма впечатляющими инструментальными навыками, поскольку гитары и вокал рычат с силой, присущей рокерам, которым чуть за двадцать. В то же время, их способности к написанию песен не столь сильны, и они так и не смогли отойти от стандартной формулы гранжа. Тем не менее, на пластинке представлена коллекция песен, повторяющих звучание „Tomorrow“». Чак Эдди из Entertainment Weekly писал в июле 1995 года, что «почти все песни на Frogstomp начинаются как унылые баллады Metallica и постепенно переходят в мрачный, заурядный гранж». Дэвид Фрике из Rolling Stone, напротив, писал что «Таким по-настоящему бесстыдным желающим, как Bush, должно быть, очень повезло, что у Silverchair — особенно у главных авторов группы, вокалиста-гитариста Дэниела Джонса и барабанщика Бена Гиллиса — есть такой острый ум, который они проявляют в Frogstomp как „Pure Massacre“ и „Israel’s Son“. Когда этим парням исполнится 18, они действительно будут великолепны».

## Влияние
В июне 2015 года Колм Браун из журнала Soundscape Magazine сказал, что тексты песен на Frogstomp «демонстрируют интеллект» и «желание задавать вопросы миру, выражать чувства, избавляться от негатива и быть позитивными», заявив, что альбом «был и остаётся чрезвычайно впечатляющим». Британское издание Classic Rock высказалось о ремастер к 20-летию альбома: «Frogstomp настолько гранжевый, насколько это возможно. Таким же был и мир в 95-м, который купил 3,5 миллиона копий альбома».
В октябре 2015 года Джеймс Роуз из Daily Review написал об альбоме следующее: «Как самостоятельный альбом, он довольно хорош. Как дебют трёх 15-летних подростков, он настолько хорош, насколько это вообще возможно. Сегодня ещё есть дети, которые слушают Frogstomp и обделываются. Так и должно быть».
Телеканал ABC писал, что в 1995 году Silverchair представил «захватывающий синтез ярости, замешательства и боли, и, как квинтэссенция подросткового страха, вы не могли бы получить более чёткую временную метку поколения, чем с Frogstomp».
В сентябре 2018 года альбом занял 25-е место в списке «50 лучших австралийских альбомов 90-х» по версии Double J.

## Список композиций
Слова и музыка всех песен — Дэниэл Джонс и Бен Гиллиес, за исключением некоторых.
| №                   | Название                 | Длительность |
| ------------------- | ------------------------ | ------------ |
| 1.                  | «Israel's Son» (Джонс)   | 5:18         |
| 2.                  | «Tomorrow»               | 4:26         |
| 3.                  | «Faultline»              | 4:19         |
| 4.                  | «Pure Massacre»          | 4:58         |
| 5.                  | «Shade»                  | 4:01         |
| 6.                  | «Leave Me Out»           | 3:03         |
| 7.                  | «Suicidal Dream» (Джонс) | 3:12         |
| 8.                  | «Madman» (Джонс)         | 2:43         |
| 9.                  | «Undecided»              | 4:36         |
| 10.                 | «Cicada»                 | 5:10         |
| 11.                 | «Findaway» (Джонс)       | 2:56         |
| Общая длительность: | Общая длительность:      | 44:33        |

| №   | Название | Длительность |
| --- | -------- | ------------ |
| 12. | «Blind»  |              |

| №   | Название                                | Длительность |
| --- | --------------------------------------- | ------------ |
| 1.  | «Tomorrow (из Tomorrow EP)»             |              |
| 2.  | «Acid Rain (из Tomorrow EP)»            |              |
| 3.  | «Blind (из Tomorrow EP)»                |              |
| 4.  | «Stoned (из Tomorrow EP)»               |              |
| 5.  | «Madman (Vocal Version)»                |              |
| 6.  | «Madman (Live at the Cambridge)»        |              |
| 7.  | «Blind (Live at the Cambridge)»         |              |
| 8.  | «Tomorrow (Live at the Cambridge)»      |              |
| 9.  | «Faultline (Live at the Cambridge)»     |              |
| 10. | «Pure Massacre (Live at the Cambridge)» |              |

## Участники записи
Silverchair
- Дэниэл Джонс — вокал, гитара
- Крис Джоанну — бас-гитара
- Бен Гиллис — барабаны

Производственный персонал
- Кевин Ширли — продюсер, аудиоинженер, микширование
- Марк Томас — ассистент микширования
- Тоби Лирмонт — ассистент аудиоинженера
- Джон Расселл — ассистент аудиоинженера
- Тед Дженсен — мастеринг
- Дэйв Андерсен — фотограф
- Грэг Беннетт — дизайн, иллюстрация
- Эдриенн Овералл — фотограф
- Сьюзан Робертсон — фотограф
- Джон Уотсон — фотограф
- Кевин Уилкинс — арт-директор

## Чарты
| Чарт (1995)                      | Позиция в чартах |
| -------------------------------- | ---------------- |
| Австралия (ARIA)                 | 1                |
| Германия (Media Control)         | 81               |
| Новая Зеландия (RMNZ)            | 2                |
| Норвегия (VG-lista)              | 30               |
| Великобритания (UK Albums Chart) | 49               |
| США (Billboard 200)              | 9                |

## Сертификаты
| Регион                                                      | Сертификация  | Продажи    |
| ----------------------------------------------------------- | ------------- | ---------- |
| Австралия (ARIA)                                            | 6× Платиновый | 420 000^   |
| Канада (Music Canada)                                       | 3× Платиновый | 300 000^   |
| Новая Зеландия (RMNZ)                                       | Платиновый    | 15 000^    |
| Великобритания (BPI)                                        | Серебряный    | 60 000^    |
| США (RIAA)                                                  | 2× Платиновый | 2 000 000^ |
| ^ Данные о тиражах приведены только на основе сертификации. |               |            |